# Dmitri Soeranovitsj
Dmitri Igorevitsj Soeranovitsj (Russisch: Дмитрий Игоревич Суранович) (Minsk, Wit-Rusland, 27 juni 1995) is een autocoureur uit Wit-Rusland met de Russische nationaliteit en racelicentie.

## Carrière

### Karten
Soeranovitsj begon met karten in 2008 en reed in verschillende internationale kampioenschappen, waarbij hij in 2011 de KF3- en KF2-kampioenschappen bereikte. Hij was in 2009 de Russische KF3-kampioen en in 2010 de Russische KF2-kampioen.

### Formule Abarth
In 2011 stapte Soeranovitsj over naar het formuleracing in de Formule Abarth voor het team Euronova by Fortec, met als teamgenoot Sergej Sirotkin. Hij maakte zijn debuut op de Red Bull Ring vier ronden voor het einde en eindigde zowel in het Europese als het Italiaanse kampioenschap met één punt op respectievelijk de 25e en 24e plaats.

### Toyota Racing Series
In 2012 stapte Soeranovitsj over naar de Toyota Racing Series voor het team Victory Motor Racing. Op Timaru behaalde hij zijn eerste podiumpositie met een tweede plaats achter Damon Leitch.

### GP3
In 2012 maakt Soeranovitsj ook zijn debuut in de GP3 Series voor het team Marussia Manor Racing.